# Lingoes (software)
Lingoes é um único software multi-click-lingual, é um software de tradução lançado como um utilitário de tradução freeware. O programa Lingoes é muitas vezes comparado ao Babylon dictionary devido às semelhanças na GUI, tem as mesmas funcionalidades e o mais importante é que é gratuito. Ele é um importante programa de tradução instantâneo, fazendo com que usuários possam visitar páginas da rede em diversos idiomas. O Lingoes é capaz de traduzir mais de 80 idiomas em apenas alguns segundos, por sua extrema importância e facilidade de uso é considerado um dos melhores tradutores instantâneo do mercado, sua distribuição é apenas pra usuários do Windows.